# Union de l'aigle
 (signalé en mai 2025).
Si vous disposez d'ouvrages ou d'articles de référence ou si vous connaissez des sites web de qualité traitant du thème abordé ici, merci de compléter l'article en donnant les références utiles à sa vérifiabilité et en les liant à la section « Notes et références ».
- Archive Wikiwix
- Bing
- Cairn
- DuckDuckGo
- E. Universalis
- Gallica
- Google
- G. Books
- G. News
- G. Scholar
- Persée
- Qwant
- (zh) Baidu
- (ru) Yandex
- (wd) trouver des œuvres sur Wikidata

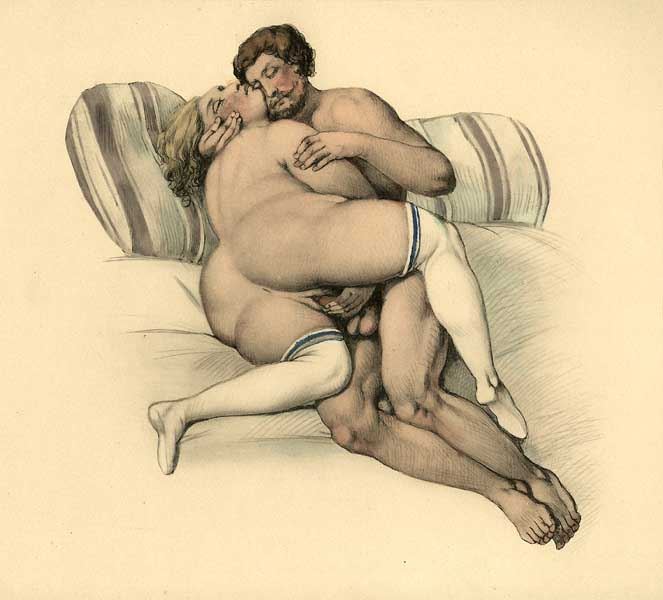
Peinture de Johann Nepomuk Geiger.

L’union de l'aigle, ou flanquette, est une position sexuelle utilisée notamment pour la pénétration vaginale. Les partenaires sont couchés sur le flanc, se faisant face (contrairement à la position en cuillères). Dans la version « standard » et hétérosexuelle, la femme écarte ses jambes en les passant autour de celles de l'homme ou de sa taille.
L'homme quant à lui peut relever légèrement ses jambes pour effectuer le mouvement.